# 홍콩 요리

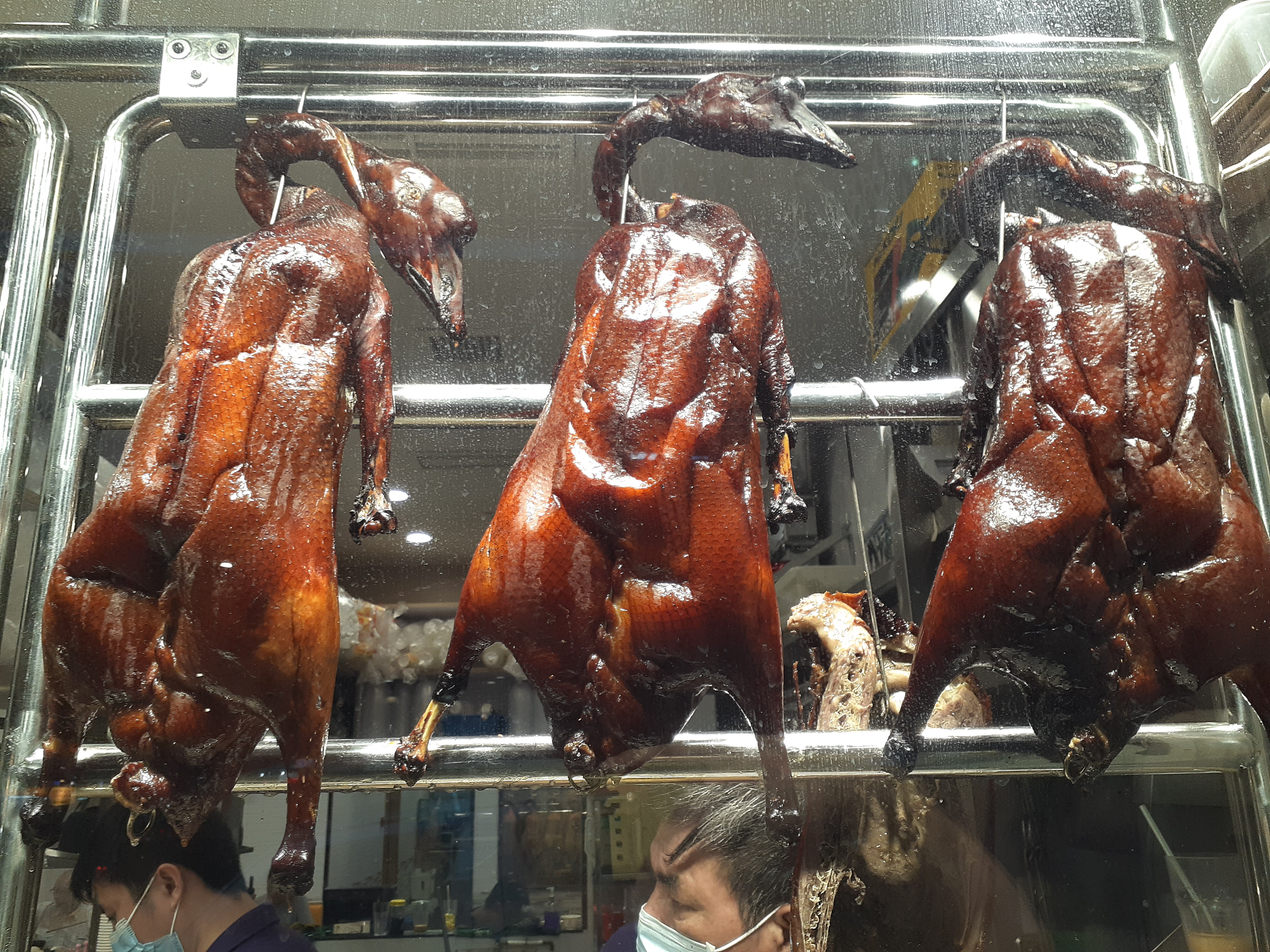
시우응오

홍콩 요리(Hong Kong 料理, 광둥어: 香港菜, 월병: Hoeng1 gong2 coi3 헝공초이[*], 중국어: 香港菜, 병음: Xiānggǎng cài 샹강차이[*], 영어: Hong Kong cuisine 홍콩 퀴진[*])는 동아시아 중국에 있는 홍콩의 요리이다. 홍콩 요리의 최대 매력이라면 음식이 맛있고 그 가격도 대중적이라는 것이다. 그리고 종류도 다양하고(주로 중국 요리의 영향을 받았다) 다양한 각국의 요리를 즐길 수 있어서 선택의 범위가 너무 넓다는 것이다.

## 식당의 종류

### 다지우러우·지우러우·지우지아
다지우러우(또는 지우러우,지우지아)란 고급 음식점에서 대중적인 식당까지 규모도 천자만별이지만 일반적으로 규모가 크고 연회요리가 나오는 요리점을 가리킨다. 과거의 지우지아는 지우러우보다 소규모로서 고급점이라는 구별이 있었지만 요즘은 그다지 엄밀하게 구별되어 있지 않다.
해선요리를 주요리로 하는 가게는 '××海鮮酒家'라는 이름이 많다. ××지방요리란 간판이 없으면 거의 다 광동요리점을 뜻한다. 그리고 유명한 요리점이나 고급 주점은 중완, 퉁루어완, 침사추이의 큰길이나 쇼핑몰,호텔 안에 집중해 있다.

### 차관·판띠엔
상하이나 북경 등의 광둥요리 중에서도 일상적인 요리를 파는 대중음식점이다.

### 저우미엔좐쟈·저우미엔띠엔·저우핀띠엔·미엔가
죽과 국수 전문점으로 아침 6시부터 새벽 2시까지 영업한다. 입구의 옆에 죽과 면이 보이도록 한 오픈키친이 있는 가게가 많다.
가게 안은 매우 검소하고 접는 테이블에 둥근 의자,벽의 메뉴판,테이블 위의 작은 접시,젓가락,연꽃 등이 공통적으로 있다.
메뉴로는 죽,국수,마른국수,튀긴국수,쌀가루,허펀(쌀가루로 만든 국수),창펀(쌀가루로 만든 앏은 피에 새우나 고기를 싼 것),반찬류 등이 있다. 국수,쌀가루,허펀 등 종류는 달라도 재료가 같으면 균일가격이다. 주문할 때는 죽으로 할 것인지 면으로 할 것인지 확실하게 전해야 한다.
조개는 조개관자나 생선을 얇게 저민 것에서 육류,내장류까지 다양하고 풍부해서 가장 비싼 전복을 저민 것도 20 홍콩 달러 밖에 불과하다. 죽도 10종류가 있다. 아침에는 죽만 파는 가게도 있으므로, 오픈 키친에 면이나 쌀가루가 쌓여 있는지 확인한 뒤 가게 안으로 들어가야 한다.

### 샤오라판띠엔·샤오라띠엔·샤오라푸
알맞게 구워진 통돼지,닭,비둘기,집오리,거위 등이 가게 앞쪽에 가득 매달려 있는데 포장용으로 무게나 가격만큼 잘라 팔기도 한다. 가게 안에는 대개 테이블이 4~5개 있고 그 자리에서 밥에 통돼지구이 조각을 곁들인 메뉴를 먹을 수 있다. 불과 몇 초면 테이블에 오른다.

### 훠구오띠엔
90년대 말 몇 년 사이에 유행한 냄비요리 전문점이다. 신선한 해산물과 야채,육류,생선 저민 살,훈탕 등을 재빨리 특제 수프 국물에 담갔다 먹는 홍콩요리로 수프나 국물 맛도 변화가 있다. 굔일요금으로 가격도 저렴하다.

### 렌탕·탕관
약선(藥膳) 스프 전문점이다. 집에서 만드는 수고와 시간이 절약되고 다이어트를 하는 사람들에게 인기이다.

### 소식관(素食館)
야채·두부·두부껍질·글루텐 등의 재료로 만드는 채식요리점이다. 가게 앞 진열장에서 포장을 해주기도 한다.

### 다파이땅
고정식 포장마차이다. 정부에 허가료를 지불하고 영업하는 합법적인 매점으로 죽,국수에서부터 생선까지 요리집이 무색할 정도의 메뉴를 가지고 있는 가게도 있다. 위생 문제는 약간 안좋지만 홍콩의 진짜 맛은 다파이땅이라는 사람들도 있다.

### 라우똥탄땅 혹은 시우판
다파이땅과 비슷한 노상 판매점이지만 무허가이기 때문에 경찰이 오면 도망간다. 어묵처럼 삶은 음식이나 내장꼬치,튀김,과자도 풍부하다. 모두 대나무 꼬챙이에 꽂아서 준다. 그 중엔 알 수 없는 것들이 많기도 한다.

### 티엔핀우·빙스·쉐까오잔
티엔핀우는 간웨이추(단팥집)에 해당하는 가게로 즈마루(깨즙가루),싱런후(아몬드즙 가루) 등의 광동식 디저트를 파는 가게이다.
빙스는 쉐가오신띠(아이스크림 선디)와 쉐까오(크림소다) 등의 서양식의 단맛을 내고 있다. 현대풍의 티엔핀우는 빙스를 겸하고 있다.

### 찬팅·차찬팅
중국요리 이외의 요리점이다.
재래식 식당인 찬팅은 서민 주택가에 많은데 가게 앞의 진열장에서 빵이나 버터크림 케이크 따위를 팔고 있다. 내부는 이전의 다방과 비슷하다. 러우쟝이펀(미트소스 스파게티),가리판(카레라이스),꽁스싼원즈(클럽 샌드위치) 등의 서양식 메뉴 외에 차오판(볶음밥)이나 미펀(쌀가루) 등의 중국요리도 있다.
차찬팅은 식당과 다방,빙스를 겸한 가게로 샤오라띠엔도 겸한 샤오라 차찬팅도 있다.
호텔 안의 프랑스 요리점은 프랑스 찬팅이라고 한다. 맛도 좋고 실내 장식과 서비스도 세련되었으며 가격도 그리 비싸지 않은 가게이다.

### 콰이찬띠엔
바로 패스트푸드점을 말한다. 마이땅라오(맥도널드)나 KFC는 맛과 시스템이 대한민국과 비슷하다. 땨쟈러(大家樂)는 홍콩 자본의 체인점이다. 면류나 덮밥 등의 중화 메뉴도 있는 패스트푸드점인 小食店은 오전5시부터 밤12시까지 영업을 한다.

## 같이 보기
- 가이단자이
- 중국 요리